# Franziskanerkloster Lügde

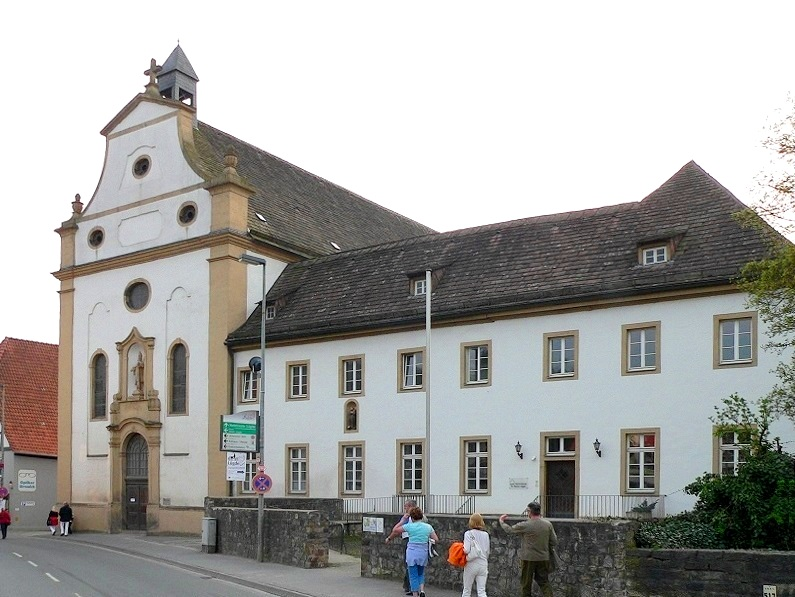
Franziskanerkloster Lügde, Kirchenfassade und Konventsflügel von Nordosten

Das Franziskanerkloster Lügde war eine Niederlassung der Franziskanerobservanten in Lügde, heute Kreis Lippe, Nordrhein-Westfalen. Das Kloster mit dem Patrozinium des heiligen Liborius bestand von 1735 bis 1812. Der quadratische barocke Gebäudekomplex mit der heute profanierten Kirche als Südflügel entstand in den Jahren 1749 bis 1756 nach Plänen von Franz Christoph Nagel. Er ist weitgehend erhalten.

## Geschichte

### Von der Gründung bis zur Aufhebung
Lügde war im 18. Jahrhundert eine Exklave des Hochstifts Paderborn, umgeben von protestantischen Territorien. Michael Nueber, Propst des Kollegiatstifts St. Peter und Paul in Brünn, ein gebürtiger Lügder, schenkte 1714 den Jesuiten aus seinem Familienbesitz zwei Häuser vor dem Nordtor der Stadt an der Straße nach der Grafschaft Pyrmont. Eine Gründung der Jesuiten scheiterte jedoch, möglicherweise am Widerstand des Magistrats. Am 16. März 1720 erhielten die Franziskaner zwei Häuser aus dem Nueberschen Erbe als Geschenk, um dort eine Kapelle und eine Wohnung für etwa vier Ordensbrüder zu schaffen. Die Franziskaner waren bereits seit 1708 im Auftrag des Paderborner Fürstbischofs Franz Arnold von Wolff-Metternich zur Gracht als Missionare zeitlich begrenzt in Lügde seelsorglich tätig, ohne ein förmliches Kloster zu gründen. 1736 wurde die Niederlassung mit Genehmigung des Bischofs als Residenz konstituiert. Wegen des schlechten Bauzustandes der Gebäude begann man 1749 mit dem Neubau eines Klosters einschließlich einer Kapelle, bereits am 5. September 1756 konnte die Klosterkirche mit dem Patrozinium des heiligen Liborius geweiht werden.
Die Portalinschrift unter der Statue des Schutzpatrons sagt dazu:
| D[EO] O[PTIMO] M[AXIMO] IN HONOREM S[ANCTI] LIBORII EPISCOPI PATRIAE PATRONI HANC ECCLESIAM PIORVM BENEFACTORVM CHARITAS AEDIFICABAT ANNO M D C C L V | „Dem besten und größten Gott. – Zur Ehre des heiligen Bischofs Liborius des Schutzpatrons des Vaterlandes [= des Hochstifts Paderborn] hat die Liebe frommer Wohltäter diese Kirche erbaut im Jahr 1755.“ |

Das Kloster bestand aus drei Patres und einem bis fünf Laienbrüdern und gehörte zur Sächsischen Franziskanerprovinz (Saxonia). Ihre Hauptaufgabe waren Seelsorge und Mission in den angrenzenden protestantischen Gebieten bis nach Pyrmont, Hameln und Rinteln. Sie unterhielten eine einklassige Volksschule und waren karitativ tätig; zeitweilig erteilten sie auch Lateinunterricht. Die Laienbrüder übernahmen die Aufgaben des Kochs und Gärtners für das Kloster.
Die königlich-westphälische Regierung hob das Kloster zusammen mit den Franziskanerklöstern in Osnabrück, Vechta, Aschendorf und Meppen 1812 auf und verkaufte die Gebäude.

### Die Gebäude nach der Aufhebung
Die Klosterkirche, in unmittelbarer Nachbarschaft der Pfarrkirche St. Marien, wurde profaniert. Die Gebäude dienten danach vor allem als Lagerräume. 1859 erwarb sie die katholische Pfarrei und baute sie, mit finanzieller Beteiligung der Stadt, zum Krankenhaus um. Für den Pflegedienst kam eine Gemeinschaft der Armen Dienstmägde Christi nach Lügde.
1958 wurde der Krankenhausbetrieb eingestellt. Bis 1970 diente ein Teil der Gebäude als privates Altenheim. 1974–1975 und 1997–1999 erfolgten erneute Umbaumaßnahmen durch die Kirchengemeinde. Seitdem beherbergt der Klosterkomplex das Pfarr- und Jugendheim, eine Bücherei, einen Kindergarten und eine Seniorentagesstätte und dient als Rahmen für kulturelle Veranstaltungen.